# Begonia wageneriana
Espèce
Synonymes
- Moschkowitzia wageneriana Klotzsch[1]

Begonia wageneriana est une espèce de plantes de la famille des Begoniaceae. Ce bégonia est originaire du Vénézuela. L'espèce a été décrite sous le synonyme homotypique Moschkowitzia wageneriana par Johann Friedrich Klotzsch (1805-1860) et déplacée dans Begonia en 1857 par William Jackson Hooker (1785-1865). L'épithète spécifique wageneriana signifie « de Wagener » en hommage au récolteur allemand de plantes vénézuéliennes, Hermann Wagener (1823-1877), qui a rapporté le spécimen type.

## Répartition géographique
Cette espèce est originaire du pays suivant : Vénézuela.